# Mohammed Kudus
Mohammed Kudus (ur. 2 sierpnia 2000 w Nimie) – ghański piłkarz, występujący na pozycji napastnika w angielskim klubie West Ham United oraz w reprezentacji Ghany. Uczestnik Mistrzostw Świata 2022.

## Kariera klubowa

### FC Nordsjælland
W styczniu 2018 roku Kudus wraz z dwoma kolegami z drużyny – Ibrahimem Sadiqem i Gideonem Mensahem, przybyli z akademii Right to Dream. 
Kudus zadebiutował w FC Nordsjælland zaledwie 3 dni po 18 urodzinach, w przegranym 0-2 meczu z Brøndby IF. Wyszedł w tym meczu w podstawowym składzie, ale został zmieniony w przerwie w meczu. W dniu meczu został 9. najmłodszym debiutantem w historii FC Nordsjælland. 

## Międzynarodowa kariera
W 2017 roku Kudus został powołany do kadry na Mistrzostwa Świata U-17. Wystąpił w czterech spotkaniach Ghany na tym turnieju, a także zdobył bramkę w spotkaniu ćwierćfinałowym przeciwko Mali przegranym ostatecznie 1:2. 
W seniorskiej kadrze zadebiutował 14 listopada 2019 w spotkaniu przeciwko Południowej Afryce. W 61. minucie spotkania zastąpił na boisku Alfreda Duncana, a w 80. minucie zdobył swojego pierwszego gola w kadrze.